# Álvaro Mejía Castrillón
Álvaro Mejía Castrillón (Santa Rosa de Cabral, 19 de gener de 1967) va ser un ciclista colombià, que fou professional entre 1989 i 1997.
Els seus èxits esportius més destacats foren el triomf a la Volta a Catalunya 1993, la Volta a Múrcia 1992 i la Volta a Galícia 1991. També fou 4t al Tour de França 1993 i al Campionat del món de ciclisme de 1991. El 1991 guanyà el mallot dels joves del Tour de França.
En retirar-se del ciclisme inicià els estudis de medicina i actualment és un dels metges de la selecció colombiana de ciclisme.

## Palmarès
- 1987
  - Vencedor d'una etapa de la Clàssica RCN
- 1988
  - 1r de la Clàssica RCN
  - 1r de la Volta a Colòmbia sub-23
  - Vencedor de 2 etapes de la Volta a Colòmbia
- 1989
  - 1r de la Clàssica RCN i vencedor de 2 etapes
- 1990
  - Vencedor d'una etapa del Critèrium del Dauphiné Libéré
- 1991
  - 1r de la Volta a Galícia i vencedor d'una etapa
  -  1r de la Classificació dels joves al Tour de França
- 1992
  - 1r de la Volta a Múrcia
  - Vencedor d'una etapa a la Triple Sanyo Contra Reloj
  - Vencedor d'una etapa de la Clàssica RCN
- 1993
  -  1r de la Volta a Catalunya
- 1994
  - 1r de la Ruta del Sud

### Resultats al Tour de França
- 1990. 48è de la classificació general
- 1991. 19è de la classificació general.  1r de la Classificació dels joves
- 1992. Abandona (14a etapa)
- 1993. 4t de la classificació general
- 1994. 31è de la classificació general
- 1995. 16è de la classificació general

### Resultats a la Volta a Espanya
- 1990. 17è de la classificació general
- 1991. 22è de la classificació general
- 1992. 29è de la classificació general

### Resultats al Giro d'Itàlia
- 1993. 30è de la classificació general
- 1994. 39è de la classificació general